# Кріс Понтіус (футболіст)
Крістофер «Кріс» Річард Понтіус  (англ. Christopher «Chris» Richard Pontius, нар. 12 травня 1987, Йорба-Лінда) — американський футболіст, нападник національної збірної США та клубу «Філадельфія Юніон».

## Клубна кар'єра
У дорослому футболі дебютував 2009 року виступами за команду клубу «Ді Сі Юнайтед», в якій провів шість сезонів, взявши участь у 152 матчах чемпіонату. Більшість часу, проведеного у складі «Ді Сі Юнайтед», був основним гравцем атакувальної ланки команди.
До складу клубу «Філадельфія Юніон» приєднався 2015 року.

## Виступи за збірну
2017 року дебютував в офіційних матчах у складі національної збірної США.
У складі збірної був учасником розіграшу Золотого кубка КОНКАКАФ 2017 року у США.

## Досягнення
- Володар Золотого кубка КОНКАКАФ: 2017